# Station Saint-Sever
Station Saint-Sever is een voormalig spoorwegstation in de Franse bij de plaats Saint-Sever-Calvados in de gemeente Noues de Sienne.